# Знаменка (Каслинский район)
Знаменка — деревня в Каслинском районе Челябинской области России. Входит в состав Григорьевского сельского поселения.

## География
Находится на северном берегу озера Карагуз, примерно в 24 км к северо-северо-востоку (NNE) от районного центра, города Касли, на высоте 254 метров над уровнем моря.

## История
Согласно картам Исетской провинции выпуска 1742 года на месте современной деревни располагалось башкирское поселение. Деревня Знаменская была основана в 1753 году Н. Г. Клеопиным, на приобретённых у башкир землях. В 1763 году деревня переходит во владение Г. Н. Клеопину. В 1784 году имение, включавшее в себя Знаменку было продано владельцу Кыштымских заводов Н. Н. Демидову, а позднее стало собственностью заводчика Л. И. Расторгуева. Основными занятиями населения деревни были земледелие, выжигание  древесного угля и рыбалка. В конце 20-х годов XX века в Знаменке был организован колхоз «Заветы Ильича», который с 1960 года был включён в состав Тюбукского совхоза, а с 1972 года входил в состав Булзинского совхоза.

## Население
| 2002 | 2010 |
| ---- | ---- |
| 105  | ↘76  |

По данным Всероссийской переписи, в 2010 году численность населения деревни составляла 76 человек (26 мужчин и 50 женщин).

## Транспорт
Знаменка расположена вблизи трассы AH7 Екатеринбург-Челябинск.

## Улицы
Уличная сеть деревни состоит из 10 улиц и 1 переулка.